# Shedu

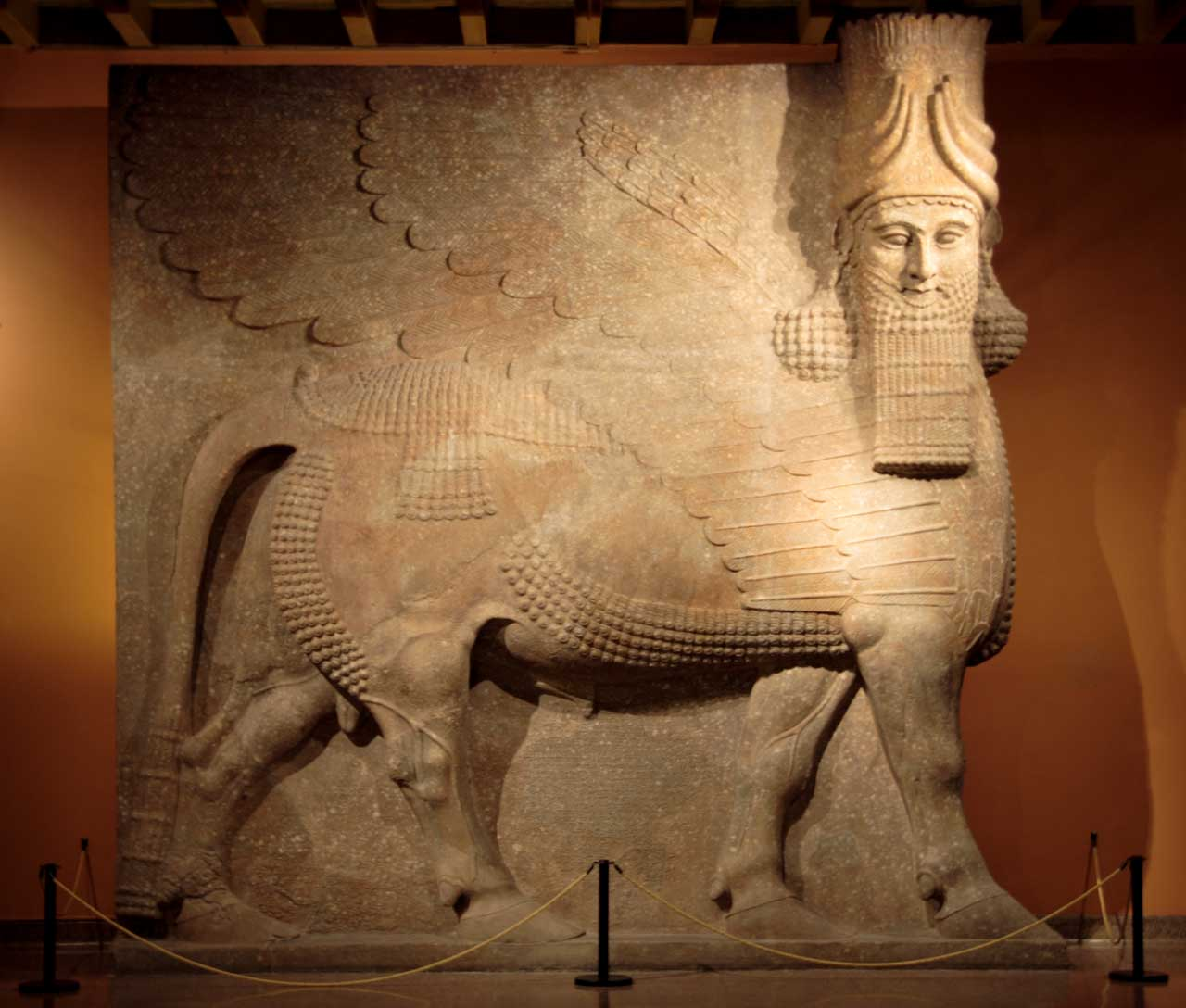

În mitologia mesopotamiană zeitatea celor șapte demoni era cunoscută sub numele de “shedu“, adică demoni de fulger. Demonii respectivi erau reprezentați sub forma unui taur inaripat, derivație de la taurii colosali utilizați pentru protecția palatelor regale. Numele de “shed” se considera a fi semnificatia termenlui de “genius” din scrierile magice babiloniene. 
Cuvântul sumerian Lama, care în akkadiană este tradus ca lamassu, se referă la un zeu feminin al ajutorului și de protecției. Zeul corespunzătoar de sex masculin a fost numit alad, în akkadiană, šêdu. De asemenea este cunoscut și sub numele urmahlullu.